# Dinastia Saluva
La dinastia Saluva fu la seconda dinastia in ordine di tempo a governare l'Impero Vijayanagara nell'India meridionale. 
I Saluva erano tradizionalmente originari del Kalyani, la regione settentrionale del Karnataka. La iscrizione Gorantla tracciano le loro origini di questa regione all'epoca dell'Impero Chalukya occidentale e dei Kalachuri del Karnataka. Il termine "Saluva" indica il falco utilizzato nella caccia. Successivamente il nome si diffuse nella costa orientale del moderno Andhra Pradesh, forse in seguito a migrazioni o durante le conquiste dell'Impero Vijayanagara nel corso del secolo XIV. 
Il primo Saluva noto nelle iscrizioni fu Mangaldeva, il bisnonno di Saluva Narasimha Deva Raya che svolse un ruolo importante nelle vittorie del re Bukka Raya I contro il Sultanato di Madurai. La sua discendenza fondò  la dinastia Saluva. Tre sovrani governarono l'Impero dal 1485 al 1505.